# Andreu World
Andreu World es una compañía internacional fabricante de mobiliario de diseño. Se trata de una compañía familiar nacida en  Alacuás, en la provincia de Valencia, España. De tradición carpintera, su especialidad es la madera. La madera usada en sus productos es 100% sostenible ya que proviene de bosques reforestados. Desde hace más de 65 años ha desarrollado una sólida cultura industrial basada en la fabricación de asientos y mesas de calidad y gran confort para espacios de trabajo, corporativos y públicos, también para outdoor, hoteles, cafeterías y restaurantes. 

## Historia
En 1955 en Alacuás, Valencia, Francisco Andreu Martí heredó un pequeño taller de carpintería y lo refundó como empresa que fabrica y vente piezas de madera a otras empresas. Poco después, la empresa produjo sus primeros muebles de diseño, el modelo 72 (de 1957) y el modelo 123 (1963), con una notable influencia del estilo nórdico. La empresa fue adoptando poco a poco una cultura del diseño. Por aquel entonces, la empresa era conocida como Curvados Andreu.
Durante los años 1970 la empresa cambió su nombre al actual y amplia su plantilla y su producción, así como su proyección internacional, gracias en parte por su participación en ferias de diseño de Colonia, Milán o Chicago.
En los últimos años han enfocado su nueva producción hacia el mobiliario de exterior, por supuesto sin abandonar el mobiliario de interior.

## Diseñadores
Trabaja con diseñadores y arquitectos de prestigio internacional como Philippe Starck, Patricia Urquiola, Jasper Morrison, Alfredo Häberli, Benjamin Hubert, Lievore Altherr Molina, Piergiorgio Cazzaniga o Javier Mariscal, entre otros

## Premios
- 2007 – Premio Nacional del Diseño, por su «coherencia en el uso del diseño como estrategia empresarial» y su «labor de creación de oportunidades para nuevos talentos y de difusión de la cultura del diseño».[5]
- 2014 – Best of NeoCon Awards (Chicago) a las colecciones Flex Corporate (premio de oro en la categoría «asientos»), Raglan (premio de oro en la categoría «sofás y salones»), ambas diseñadas por Piergiorgio Cazzaniga, y Unos (premio de plata en la categoría «sillas apilables»), diseñada por Jasper Morrison.[6]
- 2018 – Red Dot Design Award a la butaca Capri Lounge (categoría «Asientos: Lounge»), de Piergiorgio Cazzaniga y a la silla Nuez (categoría «Asientos: Conferencia») de Patricia Urquiola.
- 2018 – Best of NeoCon Awards al sillón Flex (categoría «asientos corporativos») de Piergiorgio Cazzaniga.